# Pterocles
Pterocles é um género de aves da ordem Pterocliformes, onde se classificam catorze espécies. São vulgarmente conhecidos como cortiçóis. 
Este género compreende todas as espécies da família Pteroclidae, com excepção de duas espécies da Ásia central, que estão classificadas no género Syrrhaptes.

## Espécies
- Cortiçol-de-barriga-branca - Pterocles alchata
- Cortiçol-de-duas-golas - Pterocles bicinctus
- Cortiçol-de-burchell - Pterocles burchelli
- Cortiçol-coroado - Pterocles coronatus
- Cortiçol-de-faces-pretas - Pterocles decoratus
- Cortiçol-de-barriga-castanha - Pterocles exustus
- Cortiçol-de-garganta-amarela - Pterocles gutturalis
- Cortiçol-indiano - Pterocles indicus
- Cortiçol-de-lichtenstein - Pterocles lichtensteinii
- Cortiçol-namaqua - Pterocles namaqua
- Cortiçol-de-barriga-preta - Pterocles orientalis
- Cortiçol-malgaxe - Pterocles personatus
- Cortiçol-de-quatro-golas - Pterocles quadricinctus
- Cortiçol-malhado - Pterocles senegallus